# طه حسين ياسين
طه حسين ياسين ( (بالعربية: طه حسين ياسين):؛ مواليد 1 يناير 1998) عداء عراقي متخصص في سباق 400 متر .  مثّل بلده في بطولة العالم 2019 دون أن يتقدم من الدور الأول. في وقت سابق من ذلك العام ، احتل المركز السادس في بطولة آسيا 2019 .

## مسابقات دولية
| العام               | المسابقة                                      | المكان              | المركز              | ملاحظة              |                                                               |
| Representing العراق | Representing العراق                           | Representing العراق | Representing العراق | Representing العراق | Representing العراق                                           |
| ------------------- | --------------------------------------------- | ------------------- | ------------------- | ------------------- | ------------------------------------------------------------- |
| 2015                | بطولة العالم للشباب لألعاب القوى 2015         | كالي                | 33rd (h)            | 400 m               | 48.59                                                         |
| 2016                | Arab Junior Championships ‏                    | تلمسان              | 3rd                 | 200 m               | 21.77                                                         |
| 2016                | Arab Junior Championships ‏                    | تلمسان              | 2nd                 | 400 m               | 47.14                                                         |
| 2016                | Asian Junior Championships ‏                   | مدينة هو تشي منه    | 2nd                 | 400 m               | 47.55                                                         |
| 2016                | Asian Junior Championships ‏                   | مدينة هو تشي منه    | 4th                 | 4 × 400 m relay     | 3:12.41                                                       |
| 2016                | World U20 Championships ‏                      | بيدغوشتش            | 17th (sf)           | 400 m               | 47.26                                                         |
| 2018                | بطولة غرب آسيا لألعاب القوى                   | عمان                | 1st                 | 4 × 400 m relay     | 3:09.96                                                       |
| 2018                | ألعاب القوى في دورة الألعاب الآسيوية 2018     | جاكرتا              | 7th                 | 4 × 400 m relay     | 3:07.64                                                       |
| 2019                | البطولة العربية لألعاب القوى 2019 ‏            | القاهرة             | 8th (h)             | 400 m               | 47.85                                                         |
| 2019                | البطولة العربية لألعاب القوى 2019 ‏            | القاهرة             | 1st                 | 4 × 400 m relay     | 3:06.23                                                       |
| 2019                | بطولة آسيا لألعاب القوى 2019 ‏                 | الدوحة              | 6th                 | 400 m               | بطولة آسيا لألعاب القوى 2019 – رجال 400 متر ‏                  |
| 2019                | بطولة آسيا لألعاب القوى 2019 ‏                 | الدوحة              | –                   | 4 × 400 m relay     | بطولة آسيا لألعاب القوى 2019 – رجال 4 × 400 متر تناوب ‏        |
| 2019                | بطولة العالم لألعاب القوى 2019                | الدوحة              | 31st (h)            | 400 m               | بطولة العالم لألعاب القوى 2019 – رجال 400 متر ‏                |
| 2021                | البطولة العربية لألعاب القوى 2021 ‏            | رادس                | 2nd                 | 200 m               | 21.00                                                         |
| 2021                | البطولة العربية لألعاب القوى 2021 ‏            | رادس                | 1st                 | 400 m               | 46.29                                                         |
| 2021                | البطولة العربية لألعاب القوى 2021 ‏            | رادس                | 1st                 | 4 × 400 m relay     | 3:11.27                                                       |
| 2021                | ألعاب القوى في الألعاب الأولمبية الصيفية 2020 | طوكيو               | 30th (h)            | 400 m               | ألعاب القوى في الألعاب الأولمبية الصيفية 2020 – رجال 400 متر ‏ |

## أفضل الأشياء الشخصية
- 200 متر - 21.77 (+0.5 م / ث ، تلمسان 2016)
- 400 متر - 45.74 (الدوحة 2019) NR

داخلي
- 400 متر - 49.03 (طهران 2019)